# Lee County (Illinois)
Lee County is een county in de Amerikaanse staat Illinois.
De county heeft een landoppervlakte van 1.879 km² en telt 36.062 inwoners (volkstelling 2000). De hoofdplaats is Dixon.

## Bevolkingsontwikkeling

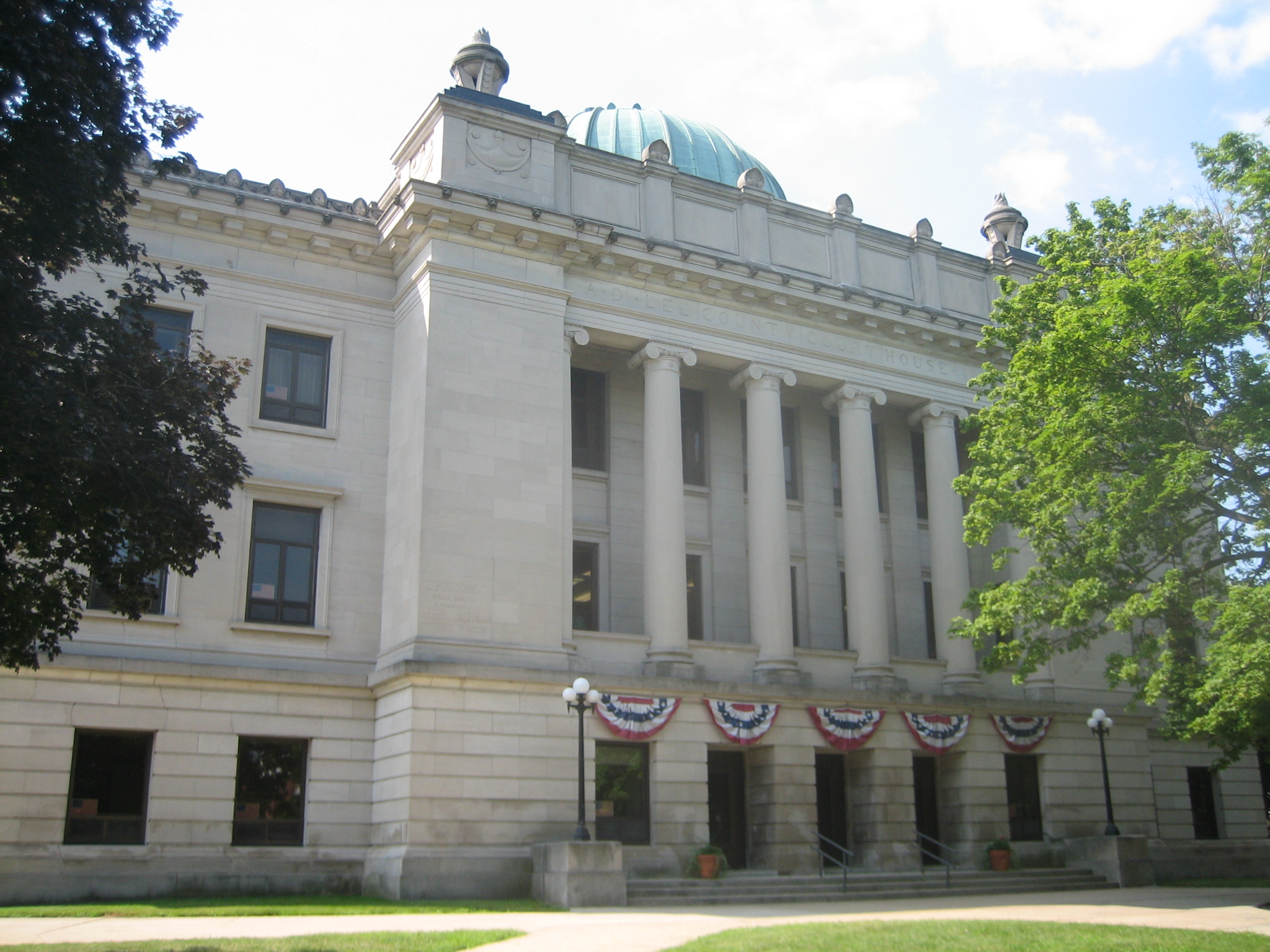
Lee County Courthouse